# Otto Intze

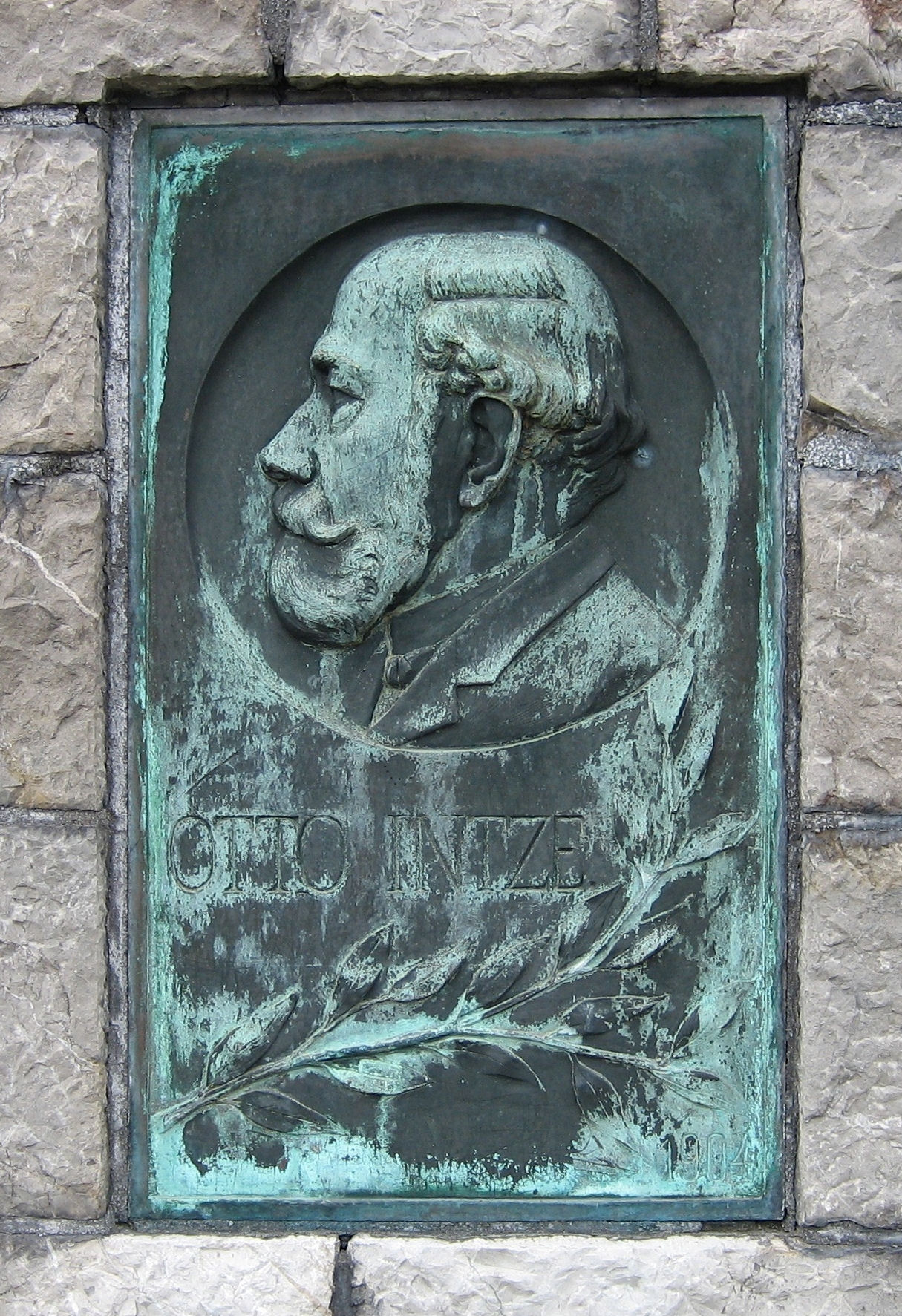
Placa de bronze na barragem de Urft

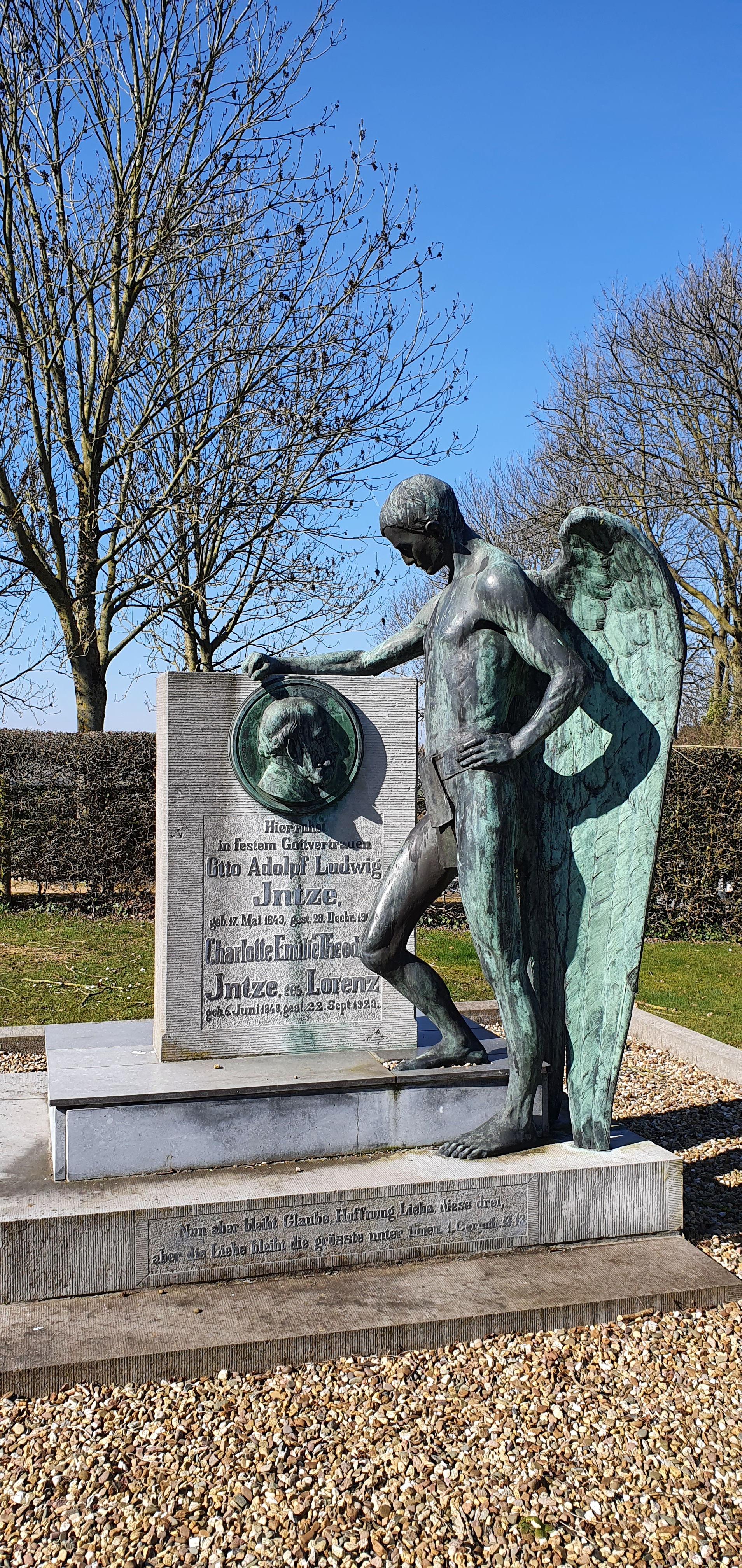
Sepultura de Otto Intze, Vaals

Otto Adolf Ludwig Intze, mais conhecido como Otto Intze (Laage, Mecklemburgo, 17 de maio de 1843 – Aachen, 28 de dezembro de 1904) foi um engenheiro civil e professor universitário alemão. Foi professor de engenharia hidráulica na Universidade Técnica da Renânia do Norte-Vestfália em Aachen, onde foi reitor de 1895 a 1898.
Começou em 1862 o estudo de engenharia na Universidade de Hanôver, que concluiu em  1866. Em 1868 casou com  Charlotte Emilie Theodore Loren.
Quando  August von Kaven, que foi seu professor de estradas de rodagem e de ferro em Hanôver abriu uma escola politécnica na então província do Reno, contratou-o como docente em 1870, aos 27 anos de idade. Já na década de 1870 surgiram suas primeiras construções, dentre elas a Tuchfabrik Ritz & Vogel. Embora tenha recebido mais tarde chamados para as universidades técnicas de Braunschweig, Berlim e Munique, permaneceu o resto de sua vida em Aachen.
Recebeu a Medalha Grashof de 1894.

## Castelos d'água

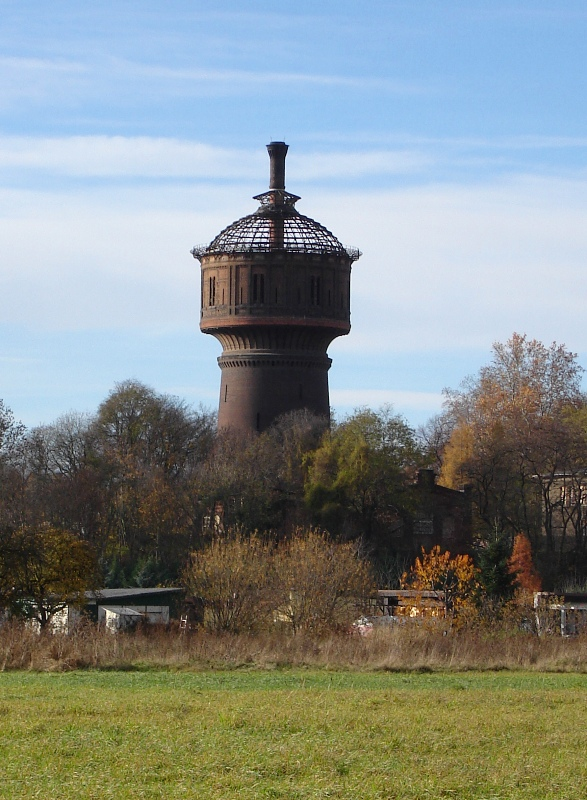
Salbker Wasserturm, construída pelos princípios de Intze

Intze foi um dos primeiros a reconhecer as vantagens do aço para a construção de tanques de água em torres. Estas eram cada vez mais necessárias porque as cidades construíam um suprimento público de água e também as locomotivas a vapor precisavam ser reabastecidas em tanques altos. Através de uma nova forma - o contêiner projetado por Intze era chanfrado embaixo e não tinha nenhum pavimento plano, mas sim curvado para cima - ele conseguiu que as forças atuantes horizontalmente se erguessem umas contra as outras. Assim, o tanque poderia ser armazenado em um anel circular relativamente estreito, o que tornava a torre mais fina e barata.

## Obras
- Ratsionelle Ausnutzung der Wasserkräfte Deutschland. In: Wochenschrift des Vereins Deutscher Ingenieure 1882, Nr. 41.
- Das Wasserwerk der Stadt Düren und neuere ausgeführte Wassertürme, Öl- und Gasbehälter. Berlin 1886.
- Die bessere Ausnützung des Wassers und der Wasserkräfte. Berlin 1889.
- Die Wasserverhältnisse Ostpreussens. Berlin 1894.
- Gutachten über die Nutzbarmachung erheblicher Wasserkräfte durch den Masurischen Schiffahrtskanal. Berlin 1896.
- Beantwortung der im Allerhöchsten Erlasse vom 28. Februar 1892 gestellten Frage B: „Welche Maßregeln können angew. werden um für die Zukunft der Hochwassergefahr und den Überschwemmungsschäden soweit wie möglich vorzubeugen?“ für das Oderstromgebiet, Bober und Queis. 1898.
- Die bessere Ausnutzung der Gewässer und Wasserkräfte. Sonder-Abdruck aus der Zeitschrift des Vereins Deutscher Ingenieure, Berlin 1889.
- Über die Wasserverhältnisse im Gebirge. Hannover 1900.
- Entwicklung des Thalsperrenbaus in Rheinland und Westfalen bis 1903. Aachen 1903.
- Die geschichtliche Entwicklung, die Zwecke und der Bau der Talsperren. In: Zeitschrift des Vereines Deutscher Ingenieure 50. Jahrgang 1906, Nr. 18.